# Gonzalo Higuaín
Gonzalo Gerardo Higuaín (Brest, Francia, 10 de diciembre de 1987) es un exfutbolista argentino, nacido en Francia. Se desempeñó en la posición de delantero.
Se inició futbolísticamente en el Club Palermo para luego a los diez años de edad arribar a River Plate donde hizo la mayor parte de sus divisiones menores y en el que jugó en Primera División por dos temporadas. Además, fue elegido parte del equipo ideal de América. En diciembre de 2006, fue traspasado en 12 millones de euros al Real Madrid en el que logró tres ligas españolas, una Copa del Rey y dos Supercopa de España. Tras siete temporadas en el Merengue, en julio de 2013 fue transferido por 40 millones de euros al S. S. C. Napoli donde consiguió una Copa Italia y una Supercopa de Italia, además de ser dos veces «Supercannoniere» de liga. A mediados de 2016, fue fichado por la Juventus F. C. por 90 millones de euros, siendo el tercer traspaso más costoso a nivel mundial hasta esa fecha. En la Vecchia Signora conquistó tres ligas y dos copas nacionales.
Con la selección de fútbol de Argentina ha participado en tres ediciones de la Copa Mundial de Fútbol y en tres Copa América.

## Trayectoria

### River Plate
Higuaín comenzó a practicar fútbol en el Club Palermo donde fue visto por agentes de River Plate que lo llevaron a dicho club con diez años de edad, en el que el jugador hizo la mayor parte de las divisiones inferiores. Debutó en la primera división del club millonario, el 5 de mayo de 2005 de la mano de Leonardo Astrada (entrenador de esa época), cuando tenía apenas 17 años de edad, en un partido correspondiente a la décima quinta fecha del Torneo Clausura 2005 donde enfrentó en condición de local a Gimnasia y Esgrima La Plata siendo derrotado por 1:2. Su primer gol se lo convirtió a Banfield en la cuarta fecha del Torneo Clausura 2006 contribuyendo en la victoria como local por 3:1 ante el Taladro.
En el primer semestre de 2006, la participación en la Copa Libertadores significó para el Pipita no solo su primera experiencia sino sus primeros goles en competencias internacionales destacándose en el encuentro frente al Corinthians en el partido de vuelta jugado en el Estadio Pacaembú por los octavos de final donde logró marcar un doblete y permitirle a su equipo seguir avanzando de fase. Su destacada actuación en el elenco de Núñez para este torneo le permitió ser nombrado parte del «Equipo Ideal de América». En el segundo semestre de 2006, un grupo empresario le compró el cincuenta por ciento de su pase en 6 millones de dólares e Higuaín continuó mejorando sus capacidades tanto en torneos internacionales como la Copa Sudamericana como en los locales, por lo que terminó de ganarse el cariño de la hinchada rojiblanca tras anotar dos goles en el superclásico argentino que le valieron contribuyendo en la victoria de su equipo y en llamar la atención de clubes europeos de prestigio como la Lazio, el Manchester United, el Milan y el Real Madrid.

### Real Madrid C. F.

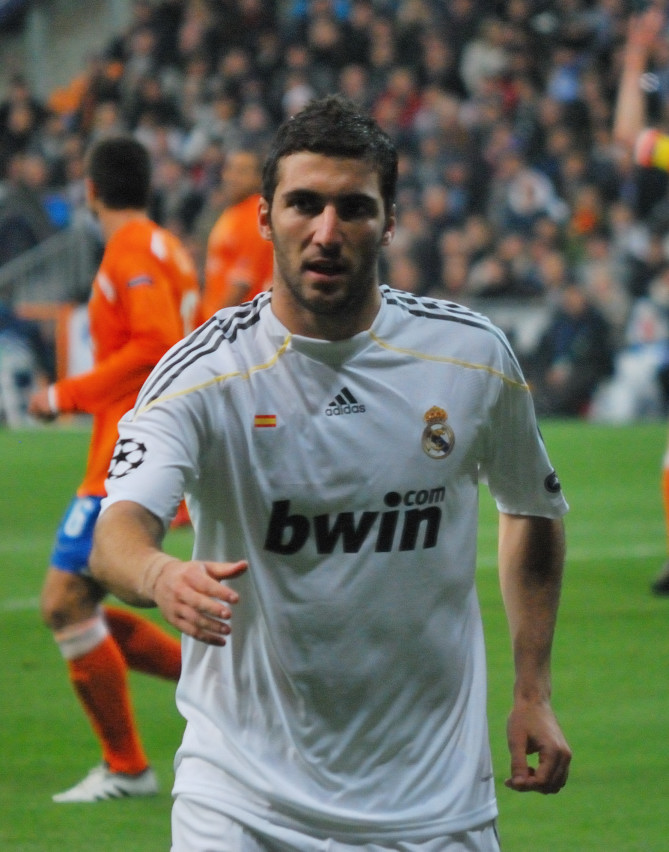
Gonzalo Higuaín vistiendo la camiseta «merengue» en 2009

En diciembre de 2006, fue traspasado al Real Madrid por 12 millones de euros firmando un contrato por seis años y medio. Sus primeras declaraciones como jugador blanco fueron: 

«Es genial tener la oportunidad de jugar en un club tan importante como el Real Madrid. Me siento orgulloso de que se hayan fijado en mí».

Debutó en el equipo madrileño el 11 de enero de 2007 en el partido de ida frente al Real Betis por los octavos de final de la Copa del Rey que finalizó empatado 0:0. Su primer gol lo convirtió el 24 de febrero en el segundo derbi madrileño de la temporada 2006-07 de la liga española, es decir, frente al Atlético de Madrid, partido que finalizó con marcador empatado 1:1. A pesar de no tener mucha continuidad en este período por la presencia de los delanteros Raúl y Van Nistelrooy, el Pipa terminó siendo reconocido por la hinchada del merengue tras dar asistencias o marcar goles decisivos en algunos partidos como en el de la última jornada de liga de la temporada mencionada frente al Mallorca donde el jugador dio un pase a Antonio Reyes que terminó en gol y el cual empezó a cambiar la historia del partido que finalmente terminó 3:1 a favor de su equipo (después de ir perdiendo 0:1) y con la consagración del mismo en dicho torneo y la obtención por parte del futbolista de su primer título liguero. En la Liga de Campeones de la UEFA jugó solo dos partidos sin marcar goles, debutando el 21 de febrero de 2007 en la victoria por 3:2 en el partido de ida de los octavos de final ante el Bayern Múnich.
En la temporada 2007-08 de liga española logró el bicampeonato a pesar de seguir teniendo poca continuidad mostrando nuevamente su capacidad en un partido decisivo, esta vez en la jornada 35 ante el Osasuna donde asistió a un compañero y marcó el gol que prácticamente lo consagró a él y a su equipo campeones de liga. A pesar de esto, Higuaín volvió al banquillo cuatro días después en «El Clásico» del fútbol español, partido en el cual el Barcelona al perder permitió al Real lograr el campeonato anticipadamente, en el que el jugador argentino ingresó en la segunda mitad del encuentro y anotó el tercer gol del merengue. En la Liga de Campeones de la UEFA llegó nuevamente hasta los octavos de final quedando eliminado a manos de la Roma de Italia por un global de 4:2.
En agosto de 2008, se coronó campeón por primera vez de la Supercopa de España venciendo al Valencia por 5:4 en el global donde el Pipa se dio el gusto de marcar el cuarto gol del 4:2 final del partido de vuelta disputado en el Bernabéu. En la temporada 2008-09 logró tener un poco más de continuidad ya que el delantero y compañero de equipo Ruud van Nistelrooy sufrió una lesión que lo marginó por un tiempo de los estadios. En esta campaña se coronó como máximo goleador del equipo con veintidós tantos en la liga de España y con la satisfacción personal de marcar cuatro goles en un partido, más precisamente contra el Málaga, y por primera vez en su carrera, además de obtener el subcampeonato. Por la Liga de Campeones de la UEFA el jugador y el Real quedaron eliminados en los octavos de final a manos del Liverpool que lo derrotó 0:5 en el global.
En la liga española 2009-10 logró ser nuevamente el máximo goleador de su equipo pero esta vez con veintisiete goles marcados, cinco más que en su anterior temporada. A pesar de su buen rendimiento goleador en esta temporada tanto él como el Real Madrid debieron conformarse con el segundo subcampeonato obtenido tras ganar la liga nuevamente y en forma consecutiva el Barcelona. En la Liga de Campeones de la UEFA logró nuevamente pasar la fase de grupos pero quedó eliminado nuevamente y en forma consecutiva en los octavos de final por un global de 1:2 pero esta vez por el Olympique de Lyon.
En mayo de 2010 con la llegada de José Mourinho como nuevo entrenador y luego de la concreción de su renovación de contrato del 7 de julio del mismo año por un período de seis años más, la temporada 2010-11 de liga como así también de torneos internacionales significó para el Pipita tener nuevamente poca continuidad, sin embargo el 4 de noviembre logró entrar en la historia club merengue al marcar el gol número setecientos en la Liga de Campeones de la UEFA. En enero de 2011, se confirmó que Higuaín padecía una hernia de disco siendo posteriormente intervenido quirurgicamente lo que lo mantuvo alejando de las canchas durante seis meses perdiéndose del resto de los partidos.

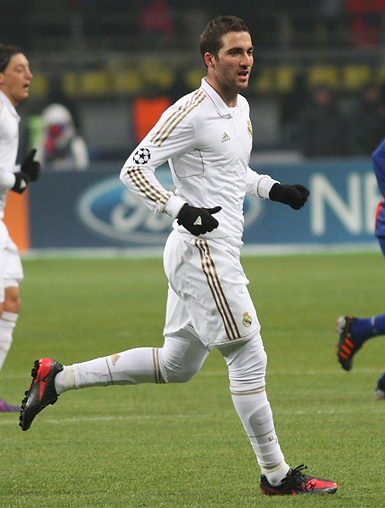
Gonzalo Higuaín en un partido del Real Madrid en 2012

Su reaparición en el terreno de juego la hizo el 2 de abril de 2011 en la temporada española 2011-12 cuando el blanco cayó por 0:1 ante Sporting de Gijón. Volvió a convertir goles el 23 de abril del mismo año marcando un hat-trick contra el Valencia, partido en el que además colaboró con dos asistencias y logró ser uno de los mejores del partido. Unos días antes el Pipa y el Real lograron hacerse con la Copa del Rey después de que este último no la pudiera ganar luego de diecisiete años, por lo que el jugador obtuvo su cuarto título en dicho club. El 31 de marzo marcó un doblete en el Estadio Reino de Navarra frente al Osasuna en un partido de liga que finalizó con marcador de 5:1 a su favor donde Higuaín fue el autor del tercer y quinto gol de los merengues. Los otros tres goles se los repartieron entre Benzema (1) y Ronaldo (2). Con los mencionados goles anteriores, dicho tridente superó al de la temporada 2008-09 integrado por Eto'o, Henry y Messi pertenecientes al Barcelona, transformándose así en el nuevo tridente más goleador de la historia del Real y luego en el mejor de la liga de fútbol de España. Por la Liga de Campeones de la UEFA formó parte de una destacada actuación de los vikingos en la fase de grupos en la que ganó todos los partidos y terminó primero con puntaje ideal para luego cruzar a las etapas decisivas siendo eliminado en semifinales por el Bayern Múnich en los penaltis por 1:3 luego de igualar 3:3 en los minutos reglamentarios.
En agosto de 2012 obtuvo su segunda Supercopa de España tras derrotar en el partido de vuelta por 2:1 al Barcelona empatando en el global 4:4 en el que el partido se definió por la regla del gol de visitante. En la temporada 2012-13 dispone de poca continuidad y alterna entre la titularidad y la suplencia junto a Benzema, aun así logró llegar en febrero de 2013 a los cien gritos en el club ante el Deportivo La Coruña para luego unos meses más tarde proclamarse subcampeón con la entidad madridista después de que los culés se hicieran con la liga local. Por la Liga de Campeones de la UEFA terminó segundo en la fase de grupos y logró clasificar a la etapa de play-offs en la cual llegó hasta las semifinales por segundo año consecutivo en dicha competición y quedó eliminado esta vez a manos del Borussia Dortmund por un global de 3:4.

### S. S. C. Napoli

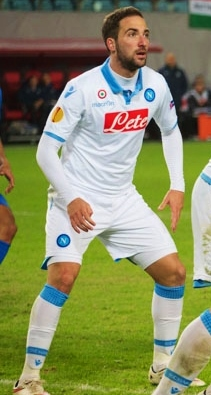
Gonzalo Higuaín con la camiseta del Napoli en 2015

A fines de julio de 2013, luego de expresar su deseo de abandonar al Real Madrid, el jugador fue fichado por el Napoli de Italia que pagó por su transferencia 40 millones de euros y le ofreció un contrato por cinco temporadas con una paga anual de 4,5 millones de la misma moneda. Debutó oficialmente el 25 de agosto ante el Bologna, partido correspondiente a la primera fecha de la Serie A que su equipo ganó por 3:0. Anotó su primer gol en el club en la jornada siguiente, ante el Chievo Verona, convirtiendo el cuarto y último gol del 4:2 final a su favor. En dicha temporada de liga finalizó tercero en la tabla de posiciones y logró ser el máximo goleador del equipo con diecisiete goles marcados en treinta y dos encuentros disputados.
Siguiendo en el orden nacional, la Copa Italia fue el primer logro conquistado por el Pipita en su primera etapa en el club Gli Azzurri, donde la final fue ante la Fiorentina, siendo él titular y venciéndola por 3-1 para luego coronarse campeón. Unos meses más tarde, más precisamente en diciembre, el jugador logró otro título tras consagrarse campeón de la Supercopa de Italia que la jugó ante la Juventus de Turín donde el partido terminó empatado 2:2 en los noventa minutos reglamentarios siendo Higuaín el autor del doblete napolitano, y debiendo definirse en la tanda de penaltis donde terminó en favor de él por 8:7.
Por la Liga de Campeones de la UEFA integró el «Grupo F» junto al Arsenal, Borussia Dortmund y Olympique de Marsella, terminando tercero en la tabla de posiciones y clasificando a la Liga Europa de la UEFA. En dicha competición, fue eliminado en los octavos de final por el Porto tras ser derrotado por un global de 3:2.
En la temporada 2014-15 de Serie A, terminó en la quinta ubicación donde el Pipita logró ser el máximo artillero de su equipo con dieciocho tantos. Por la Copa Italia quedó eliminado en semifinales a manos de la Lazio por un global de 2:1. En el plano internacional, por la Liga de Campeones no logró clasificar a la fase de grupos tras caer en la ronda previa ante el Athletic Club por un global de 4:2, debiendo conformarse con disputar la Liga Europa en la que integró el «Grupo I» y enfrentó a rivales como Slovan Bratislava, Sparta Praga y Young Boys, finalizando primero y accediendo a la siguiente fase en la que se midió ante Trabzonspor en los dieciseisavos de final, luego Dinamo Moscú en los octavos de final, más tarde Wolfsburgo en los cuartos de final y por último Dnipro en semifinal, con el que quedó eliminado por un global de 2:1.
En la siguiente temporada de liga, Higuaín finalizó subcampeón con su equipo y en lo personal logró ser por segunda vez supercannoniere con treintra y seis anotaciones, batiendo además el récord que hasta entonces ostentaba Gunnar Nordahl como máximo goleador de la Serie A. En la Copa Italia quedó eliminado en cuartos de final tras perder por 2:0 ante el Inter de Milán. En el plano continental, es decir, en la Liga Europa de la UEFA 2015-16, formó parte del «Grupo D» donde debió medirse ante Brujas, Legia de Varsovia y Midtjylland, finalizando primero y clasificando a los dieciseisavos de final del torneo donde enfrentó al Villarreal de España con el que quedó eliminado en esta instancia por un global de 2:1.

### Juventus F. C.

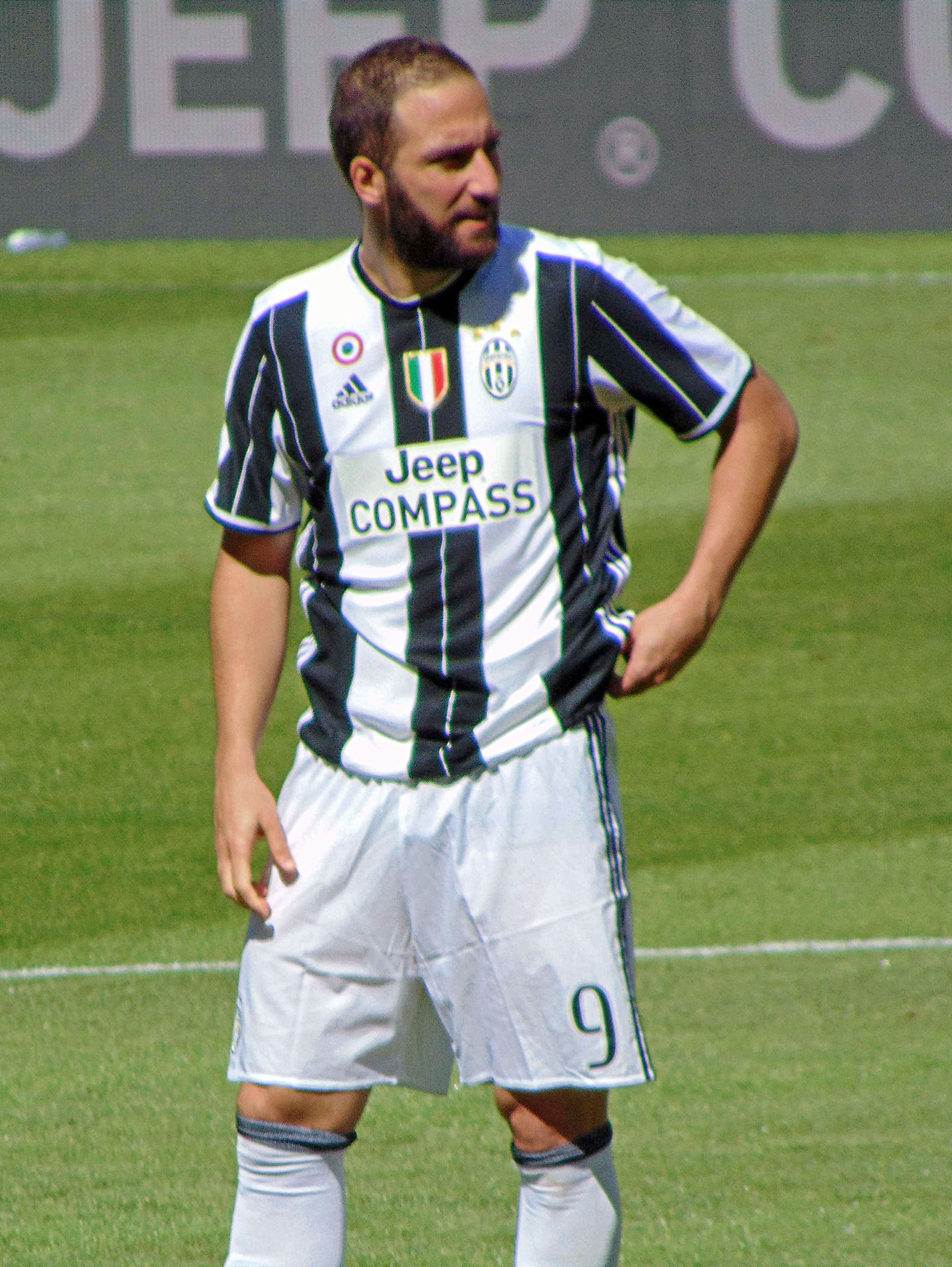
Higuaín con la camiseta de la Juventus de Turín en 2017

En julio de 2016, tras un rendimiento óptimo en el elenco napolitano, siendo máximo goleador del torneo en dos oportunidades, fue traspasado a la Juventus de Turín a cambio de 90 millones de euros donde dicha operación se convirtió en el fichaje más importante hasta entonces de la liga italiana y el tercero a nivel mundial por detrás de Gareth Bale (101 millones) y Cristiano Ronaldo (94 millones). Su primer partido de la temporada 2016-17 lo disputó el 20 de agosto en la victoria por 2:1 sobre la Fiorentina, en este mismo encuentro también marcó su primer gol. El 10 de septiembre anotó un doblete en la victoria por 3:1 ante el Sassuolo en el Juventus Stadium.
El 8 de abril de 2017, anotó un par de goles contra el ChievoVerona convirtiéndose en el primer jugador en marcar más de 20 goles en su primera temporada con la Juventus desde que John Charles y Omar Sívori lograron la misma hazaña durante la temporada 1957-58. El 17 de mayo, el cuadro turinés obtuvo su duodécima Copa Italia luego de vencer en la final a la Lazio por 2:0, en dicha competición Gonzalo disputó cuatro encuentros y marcó tres goles (todos en la semifinal ante el Napoli). Cuatro días más tarde la Juventus obtuvo su sexto campeonato consecutivo de Serie A luego de vencer por 3:0 al Crotone, estableciendo un récord histórico de triunfos sucesivos en la competición. El Pipita estuvo presente en todos los partidos y anotó veinticuatro goles. El 3 de junio de 2017, la vecchia signora disputó su segunda final de la Liga de Campeones en tres años, pero fueron derrotados por 4:1 por el campeón defensor Real Madrid.

### A. C. Milan y Chelsea F. C.
En agosto de 2018, fue cedido por la Juventus de Turín al A. C. Milan a cambio de 18 millones de euros por un año con una opción de compra de 36 millones adicionales de la misma moneda.
En enero de 2019, luego de rescindir su contrato de cesión en el A. C. Milan, fue cedido por parte de la Juventus, al Chelsea F. C. de la Premier League de Inglaterra. En los Blues hizo su primer gol (y doblete además) ante el Huddersfield en la jornada 25 de la Premier. En total, disputó 19 partidos en dicho club y marcó 5 goles. Comenzó siendo titular y luego pasó a integrar el banco de suplentes. Obtuvo la Liga Europa de la UEFA 2018-19, certamen en cuya final (ante el Arsenal) no entró ni un minuto al campo de juego. Unos meses después, el club inglés anunció que el Pipa no iba a ser tenido en cuenta y dio por terminado el préstamo que lo vinculó desde principio de año, con una opción de compra que los Pensioners prefirieron no utilizar.

### Inter Miami y retiro profesional
En septiembre de 2020, el Pipita fue adquirido por el Inter Miami (propiedad de David Beckham) en condición de agente libre para disputar la Major League Soccer. En las Garzas firmó un contrato de dos años por 7,5 millones de euros, lo cual lo convirtió en el futbolista mejor pago de la liga norteamericana a la fecha. Gonzalo anotó su primer gol ante el New York Red Bulls en la jornada 17, de tiro libre, donde su equipo ganó por 2:1 como visitante.
En octubre de 2022, tras tres temporadas en el club estadounidense, y diecisiete años de trayectoria, Higuaín decidió ponerle fin a su carrera profesional como jugador de fútbol tras culminar la temporada en disputa. Su último partido lo disputó el 17 de octubre de 2022, en la derrota 3:0 ante el New York City como visitante.

## Selección nacional

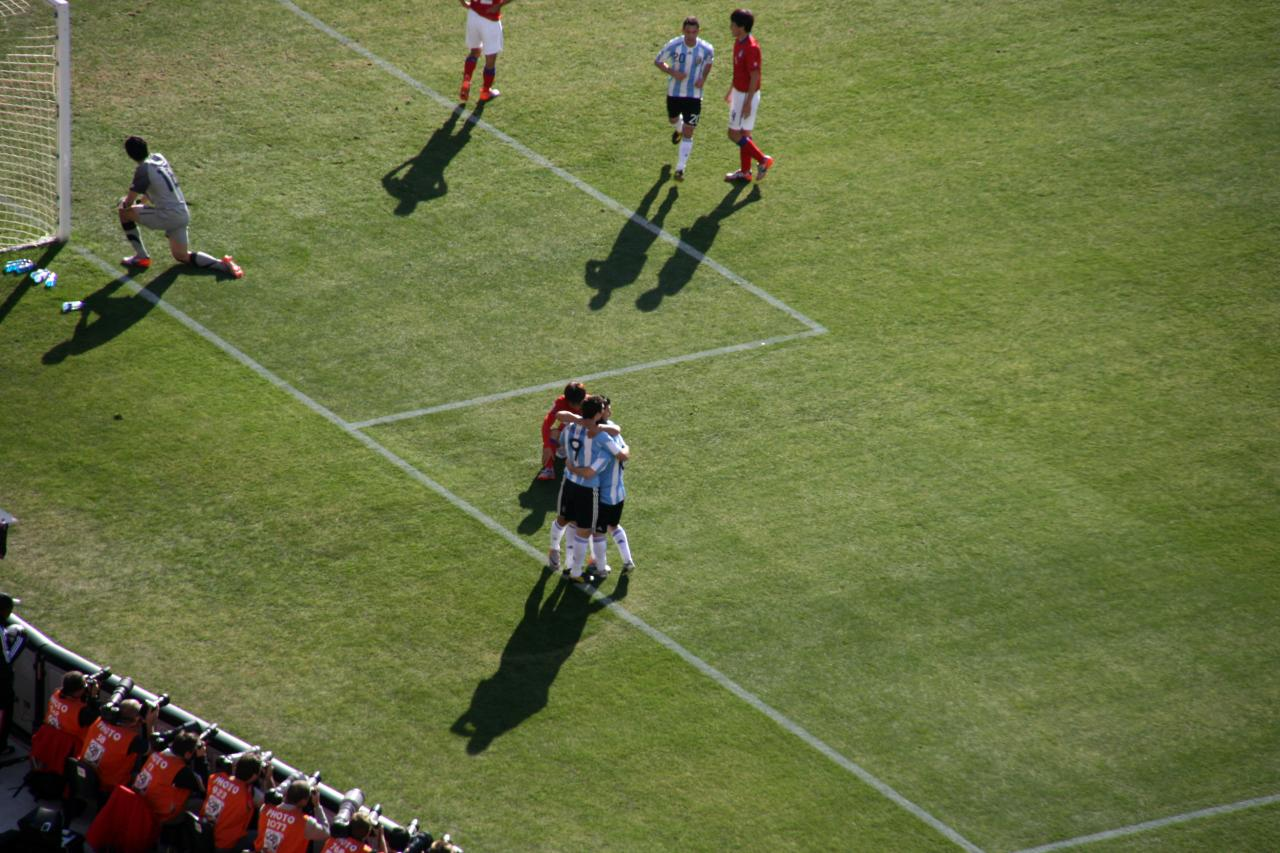
Higuaín celebrando un gol ante Corea del Sur, en el Mundial de Sudáfrica 2010

Inició su participación en la selección argentina con la categoría sub-23, de la mano de Sergio Batista, con la cual disputó dos partidos amistosos y marcó dos goles. Anteriormente tuvo la posibilidad de integrar la categoría sub-18, pero por una cuestión de nacionalidades (era francés y no poseía documento argentino) no pudo hacerlo ya que optó por mantener dicha ciudadanía a fin de no tener problemas en el futuro para jugar en equipos europeos. Con la selección absoluta ha sido internacional en setenta y cinco ocasiones y ha marcado treinta y un goles.
Debutó el 10 de octubre de 2009, en un encuentro ante la selección de Perú que finalizó con marcador 2:1 a favor de la albiceleste correspondiente a las eliminatorias rumbo a Sudáfrica 2010, donde además marcó su primer gol con dicho seleccionado. Previamente, luego de conocer su primera convocatoria oficial y en la antesala del mencionado encuentro, Higuaín refirió: 

«Es una alegría inmensa y que esperaba hace mucho tiempo. Ahora voy a tratar de hacer todo lo posible para que la Selección logre la clasificación al Mundial».

Tras lograr la clasificación a la Copa Mundial de Sudáfrica en 2010, Diego Maradona (actual entrenador en ese período de su selección) lo volvió a citar pero esta vez para disputar dicha competición. El Pipita debió enfrentarse en la primera ronda ante los seleccionados de Corea del Sur (a quien le marcó su primer tripleta), Grecia y Nigeria. Los partidos que jugó en este torneo los hizo todos como titular, jugando en la fase inicial dos encuentros y aportando tres goles en total, clasificando a octavos de final para enfrentar al combinado mexicano a quien le ganó por 3:1 y le marcó un gol (el segundo) pasando a los cuartos de final donde se midió ante la selección alemana con quien quedó eliminado tras perder por 0:4. Tras esta convocatoria y su desempeño, Higuaín se convirtió en el tercer jugador no nacido en Argentina que vistió la albiceleste, además, de transformarse en el tercer jugador argentino en realizar un triplete en encuentros mundialistas y de ser el quinto mayor goleador de dicho seleccionado en copas mundiales.
En 2011, fue convocado nuevamente por Sergio Batista para jugar la Copa América donde enfrentó a las selecciones de Bolivia, Colombia y Costa Rica jugando solo dos partidos sin convertir goles en la primera fase, uno como suplente (sustituyendo a Éver Banega) y otro de titular para luego pasar a octavos de final donde jugó contra Uruguay a quien le marcó su único gol en esta competición y con quien quedó eliminado en la tanda de penaltis por 4:5 tras igualar 1:1 en los noventa minutos reglamentarios y luego en la prórroga. Este mismo año, más precisamente el 7 de octubre, pero por las eliminatorias rumbo a Brasil 2014 y frente al seleccionado chileno consiguió su segunda tripleta personal en la selección y la primera en eliminatorias.

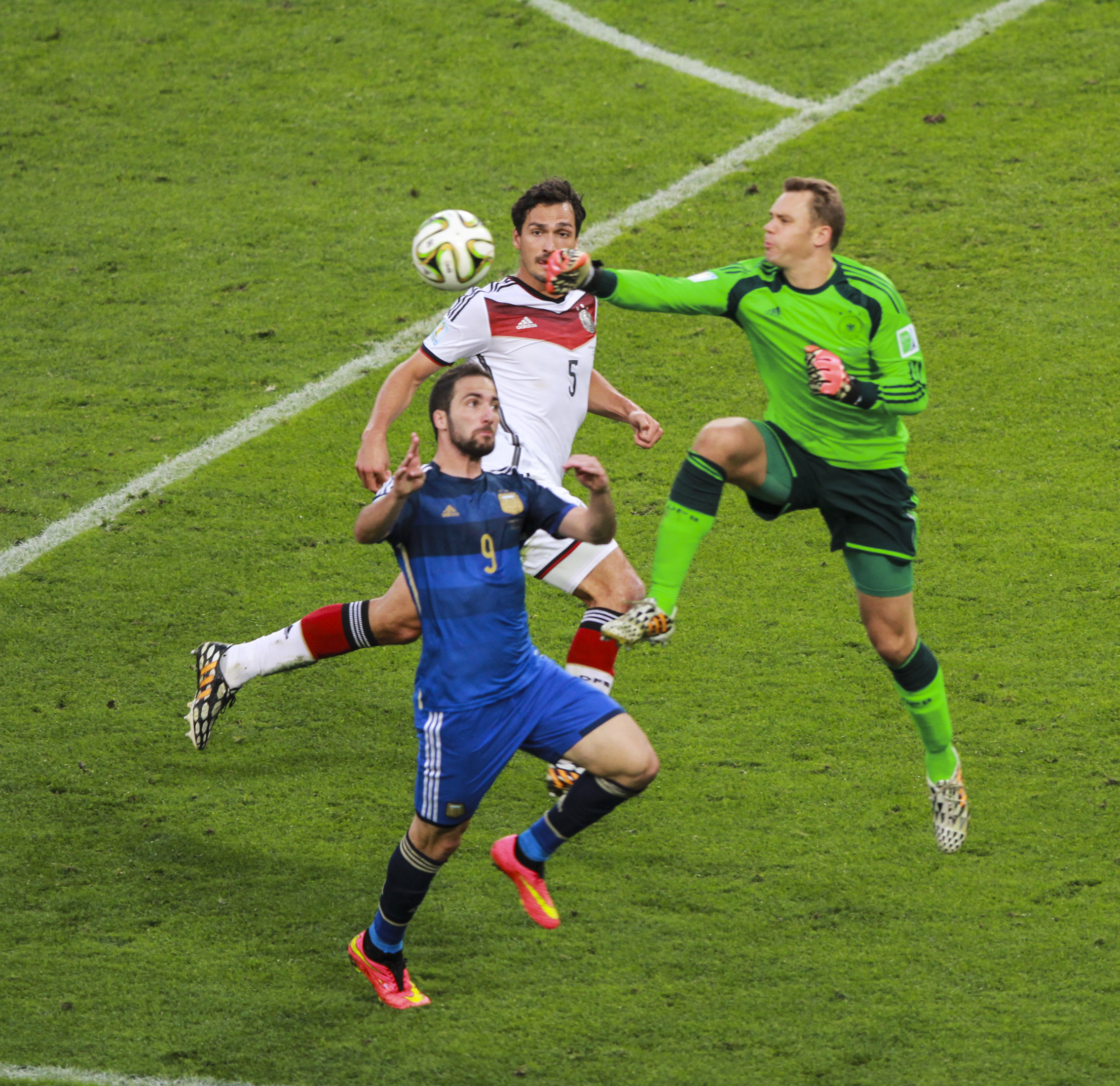
Higuaín frente a Neuer en la final del Mundial de 2014

En 2014, luego de haber disputado varios encuentros por eliminatorias y haber logrado clasificar a su selección a la Copa Mundial de Brasil, fue convocado por Sabella para participar en la misma. En dicha copa, que significó para el jugador su segunda participación dentro del seleccionado, no logró un rendimiento óptimo debido a la falta de estado físico producto de varias lesiones que arrastró en su club durante la temporada europea. En primera ronda debió enfrentar a los seleccionados de Bosnia y Herzegovina, Irán y Nigeria, terminando primero en la tabla de posiciones y logrando clasificar a octavos de final donde debió medirse ante Suiza, a quien le ganó por 1:0 logrando pasar a cuartos de final para enfrentar a Bélgica, a quien le marcó su único gol en la competición (y el de la victoria) clasificando así a las semifinales. En esta última, se midió ante el seleccionado neerlandés con el que empató 0:0 en los noventa minutos reglamentarios y luego en la prórroga, debiendo definirse la llave en la tanda de penaltis, en la que ganó por 4:2 y logró acceder, luego de veinticuatro años para su selección, a la final del torneo donde obtuvo el subcampeonato luego de caer derrotado en tiempo suplementario ante Alemania, quien se coronó campeón.
En 2015, fue convocado por Gerardo Martino para disputar una nueva edición de la Copa América donde enfrentó a los seleccionados de Jamaica, Paraguay y Uruguay. En la primera fase del torneo jugó dos partidos y marcó un gol, tanto que sirvió para asegurar la clasificación del seleccionado nacional como primero en la tabla de posiciones. En segunda fase, le tocó jugar frente a Paraguay, en semifinales, donde el Pipa ingresó como sustituto de Sergio Agüero, y en su primera intervención se anotó en la red y selló el marcador en un 6:1 final. También disputó la final ante Chile, donde también ingresó en reemplazo de Agüero, pero dado que el partido finalizó 0:0 tanto en los noventa minutos reglamentarios como en la prórroga, el partido debió definirse en los penaltis en los que Higuaín erró el suyo junto a Banega, por lo que no pudo consagrarse campeón al terminar la serie 4:1 a favor del seleccionado local.
En mayo de 2016, el entrenador de la selección argentina, Gerardo Martino, lo incluyó en la lista definitiva de veintitrés jugadores convocados para la Copa América Centenario. Durante la fase de grupos la albiceleste sumó nueve puntos gracias a las victorias sobre Chile por 2:1, Panamá por 5:0 y Bolivia por 3:0. Clasificando a cuartos de final donde debió medirse ante Venezuela, a quien le ganó por 4:1 (y le marcó dos goles), logró pasar a semifinales para enfrentar a Estados Unidos, a quien le marcó dos goles clasificando así a la final. En el último encuentro del torneo se vieron emparejados nuevamente ante Chile, que finalmente se quedó con el título tras empatar 0:0 y ganar 4:2 en penaltis.
En la Copa Mundial 2018 disputó su tercer mundial con la Selección Argentina. No consiguió marcar ningún gol en los tres partidos que jugó, y no formó parte del partido de octavos de final en el que Argentina perdió 4:3 frente a Francia, quedando eliminada del certamen.
El 28 de marzo de 2019 anunció públicamente su retiro de la selección argentina, indicando que «su ciclo finalizó para alegría de muchos», en alusión a las múltiples fallas al momento de concretar goles en partidos importantes, en especial en las tres últimas finales disputadas por el seleccionado albiceleste.

### Participaciones en Copas del Mundo
| Mundial                        | Sede      | Resultado        | Partidos | Goles |
| ------------------------------ | --------- | ---------------- | -------- | ----- |
| Copa Mundial de Fútbol de 2010 | Sudáfrica | Cuartos de final | 4        | 4     |
| Copa Mundial de Fútbol de 2014 | Brasil    | Subcampeón       | 7        | 1     |
| Copa Mundial de Fútbol de 2018 | Rusia     | Octavos de final | 3        | 0     |

### Participaciones en Copas América
| Copa              | Sede           | Resultado        | Partidos | Goles |
| ----------------- | -------------- | ---------------- | -------- | ----- |
| Copa América 2011 | Argentina      | Cuartos de final | 3        | 1     |
| Copa América 2015 | Chile          | Subcampeón       | 4        | 2     |
| Copa América 2016 | Estados Unidos | Subcampeón       | 6        | 4     |

## Estadísticas

### Clubes
La siguiente tabla detalla los encuentros disputados y los goles marcados por Higuaín en los clubes en los que ha militado.
| River Plate Argentina | 1.ª           | 2004-05       | 4   | 0   | 0  | 0  | 0   | 0  | 4   | 0   |
| River Plate Argentina | 1.ª           | 2005-06       | 14  | 5   | 0  | 0  | 4   | 2  | 18  | 7   |
| River Plate Argentina | 1.ª           | 2006-07       | 17  | 8   | 0  | 0  | 2   | 0  | 19  | 8   |
| River Plate Argentina | Total club    | Total club    | 35  | 13  | 0  | 0  | 6   | 2  | 41  | 15  |
| Real Madrid C. F. · España | 1.ª           | 2006-07       | 19  | 2   | 2  | 0  | 2   | 0  | 23  | 2   |
| Real Madrid C. F. · España | 1.ª           | 2007-08       | 25  | 8   | 4  | 1  | 5   | 0  | 34  | 9   |
| Real Madrid C. F. · España | 1.ª           | 2008-09       | 34  | 22  | 3  | 2  | 7   | 0  | 44  | 24  |
| Real Madrid C. F. · España | 1.ª           | 2009-10       | 32  | 27  | 1  | 0  | 7   | 2  | 40  | 29  |
| Real Madrid C. F. · España | 1.ª           | 2010-11       | 17  | 10  | 2  | 1  | 6   | 2  | 25  | 13  |
| Real Madrid C. F. · España | 1.ª           | 2011-12       | 35  | 22  | 7  | 1  | 12  | 3  | 54  | 26  |
| Real Madrid C. F. · España | 1.ª           | 2012-13       | 28  | 16  | 7  | 1  | 9   | 1  | 44  | 18  |
| Real Madrid C. F. · España | Total club    | Total club    | 190 | 107 | 26 | 6  | 48  | 8  | 264 | 121 |
| S. S. C. Napoli · Italia | 1.ª           | 2013-14       | 32  | 17  | 5  | 2  | 9   | 5  | 46  | 24  |
| S. S. C. Napoli · Italia | 1.ª           | 2014-15       | 37  | 18  | 5  | 3  | 16  | 8  | 58  | 29  |
| S. S. C. Napoli · Italia | 1.ª           | 2015-16       | 35  | 36  | 2  | 0  | 5   | 2  | 42  | 38  |
| S. S. C. Napoli · Italia | Total club    | Total club    | 104 | 71  | 12 | 5  | 30  | 15 | 146 | 91  |
| Juventus F. C. · Italia | 1.ª           | 2016-17       | 38  | 24  | 5  | 3  | 12  | 5  | 55  | 32  |
| Juventus F. C. · Italia | 1.ª           | 2017-18       | 35  | 16  | 5  | 2  | 10  | 5  | 50  | 23  |
| Juventus F. C. · Italia | 1.ª           | 2019-20       | 32  | 8   | 4  | 1  | 8   | 2  | 44  | 11  |
| Juventus F. C. · Italia | Total club    | Total club    | 105 | 48  | 14 | 6  | 30  | 12 | 149 | 66  |
| A. C. Milan · Italia | 1.ª           | 2018-19       | 15  | 6   | 2  | 0  | 5   | 2  | 22  | 8   |
| A. C. Milan · Italia | Total club    | Total club    | 15  | 6   | 2  | 0  | 5   | 2  | 22  | 8   |
| Chelsea F. C. Inglaterra | 1.ª           | 2018-19       | 14  | 5   | 3  | 0  | 1   | 0  | 18  | 5   |
| Chelsea F. C. Inglaterra | Total club    | Total club    | 14  | 5   | 3  | 0  | 1   | 0  | 18  | 5   |
| Inter Miami Estados Unidos | 1.ª           | 2020          | 9   | 1   | 0  | 0  | 0   | 0  | 9   | 1   |
| Inter Miami Estados Unidos | 1.ª           | 2021          | 30  | 12  | 0  | 0  | 0   | 0  | 30  | 12  |
| Inter Miami Estados Unidos | 1.ª           | 2022          | 29  | 16  | 2  | 0  | 0   | 0  | 31  | 16  |
| Inter Miami Estados Unidos | Total club    | Total club    | 68  | 29  | 2  | 0  | 0   | 0  | 70  | 29  |
| Total carrera | Total carrera | Total carrera | 531 | 279 | 59 | 17 | 120 | 39 | 710 | 335 |
| (1) Incluye datos de Copa del Rey, Supercopa de España, Copa de Italia, Supercopa de Italia, FA Cup y EFL Cup. (2) Incluye datos de Copa Libertadores, Copa Sudamericana, Liga de Campeones de la UEFA y Liga Europa de la UEFA. |               |               |     |     |    |    |     |    |     |     |

### Selección nacional
La siguiente tabla detalla los encuentros disputados y los goles marcados por Higuaín en la selección argentina absoluta.
| 1     | 10-10-2009  | Buenos Aires       | Argentina      | 2:1         | Perú                 | Eliminatorias 2010 | 1  |
| 2     | 14-10-2009  | Montevideo         | Uruguay        | 0:1         | Argentina            | Eliminatorias 2010 | 0  |
| 3     | 14-11-2009  | Madrid             | España         | 2:1         | Argentina            | Amistoso           | 0  |
| 4     | 03-03-2010  | Múnich             | Alemania       | 0:1         | Argentina            | Amistoso           | 1  |
| 5     | 24-05-2010  | Buenos Aires       | Argentina      | 5:0         | Canadá               | Amistoso           | 0  |
| 6     | 12-06-2010  | Johannesburgo      | Argentina      | 1:0         | Nigeria              | Copa Mundial 2010  | 0  |
| 7     | 17-06-2010  | Johannesburgo      | Argentina      | 4:1         | Corea del Sur        | Copa Mundial 2010  | 3  |
| 8     | 27-06-2010  | Johannesburgo      | Argentina      | 3:1         | México               | Copa Mundial 2010  | 1  |
| 9     | 03-07-2010  | Ciudad del Cabo    | Argentina      | 0:4         | Alemania             | Copa Mundial 2010  | 0  |
| 10    | 11-08-2010  | Dublín             | Irlanda        | 0:1         | Argentina            | Amistoso           | 0  |
| 11    | 07-09-2010  | Buenos Aires       | Argentina      | 4:1         | España               | Amistoso           | 1  |
| 12    | 17-11-2010  | Doha               | Argentina      | 1:0         | Catar                | Amistoso           | 0  |
| 13    | 08-10-2010  | Saitama            | Japón          | 1:0         | Argentina            | Amistoso           | 0  |
| 14    | 06-07-2011  | Santa Fe           | Argentina      | 0:0         | Colombia             | Copa América 2011  | 0  |
| 15    | 11-07-2011  | Córdoba            | Argentina      | 3:0         | Costa Rica           | Copa América 2011  | 0  |
| 16    | 16-07-2011  | Santa Fe           | Argentina      | (4) 1:1 (5) | Uruguay              | Copa América 2011  | 1  |
| 17    | 02-09-2011  | Calcuta            | Argentina      | 1:0         | Venezuela            | Amistoso           | 0  |
| 18    | 06-09-2011  | Daca               | Nigeria        | 1:3         | Argentina            | Amistoso           | 1  |
| 19    | 07-10-2011  | Buenos Aires       | Argentina      | 4:1         | Chile                | Eliminatorias 2014 | 3  |
| 20    | 11-10-2011  | Puerto La Cruz     | Venezuela      | 1:0         | Argentina            | Eliminatorias 2014 | 0  |
| 21    | 11-11-2011  | Buenos Aires       | Argentina      | 1:1         | Bolivia              | Eliminatorias 2014 | 0  |
| 22    | 15-11-2011  | Barranquilla       | Colombia       | 1:2         | Argentina            | Eliminatorias 2014 | 0  |
| 23    | 29-02-2012  | Berna              | Suiza          | 1:3         | Argentina            | Amistoso           | 0  |
| 24    | 02-06-2012  | Buenos Aires       | Argentina      | 4:0         | Ecuador              | Eliminatorias 2014 | 1  |
| 25    | 09-06-2012  | Nueva York         | Argentina      | 4:3         | Brasil               | Amistoso           | 0  |
| 26    | 15-08-2012  | Fráncfort del Meno | Alemania       | 1:3         | Argentina            | Amistoso           | 0  |
| 27    | 0 7-09-2012 | Córdoba            | Argentina      | 3:1         | Paraguay             | Eliminatorias 2014 | 1  |
| 28    | 11-09-2012  | Lima               | Perú           | 1:1         | Argentina            | Eliminatorias 2014 | 1  |
| 29    | 12-10-2012  | Mendoza            | Argentina      | 3:0         | Uruguay              | Eliminatorias 2014 | 0  |
| 30    | 16-10-2012  | Santiago de Chile  | Chile          | 1:2         | Argentina            | Eliminatorias 2014 | 1  |
| 31    | 06-02-2013  | Estocolmo          | Suecia         | 2:3         | Argentina            | Amistoso           | 1  |
| 32    | 22-03-2013  | Buenos Aires       | Argentina      | 3:0         | Venezuela            | Eliminatorias 2014 | 2  |
| 33    | 07-06-2013  | Buenos Aires       | Argentina      | 0:0         | Colombia             | Eliminatorias 2014 | 0  |
| 34    | 14-08-2013  | Roma               | Italia         | 1:2         | Argentina            | Amistoso           | 1  |
| 35    | 15-11-2013  | Nueva Jersey       | Argentina      | 0:0         | Ecuador              | Amistoso           | 0  |
| 36    | 05-03-2014  | Bucarest           | Rumania        | 0:0         | Argentina            | Amistoso           | 0  |
| 37    | 15-06-2014  | Río de Janeiro     | Argentina      | 2:1         | Bosnia y Herzegovina | Copa Mundial 2014  | 0  |
| 38    | 21-06-2014  | Belo Horizonte     | Argentina      | 1:0         | Irán                 | Copa Mundial 2014  | 0  |
| 39    | 25-06-2014  | Porto Alegre       | Nigeria        | 2:3         | Argentina            | Copa Mundial 2014  | 0  |
| 40    | 01-07-2014  | São Paulo          | Argentina      | 1:0         | Suiza                | Copa Mundial 2014  | 0  |
| 41    | 05-07-2014  | Brasilia           | Argentina      | 1:0         | Bélgica              | Copa Mundial 2014  | 1  |
| 42    | 09-07-2014  | São Paulo          | Países Bajos   | (2) 0:0 (4) | Argentina            | Copa Mundial 2014  | 0  |
| 43    | 13-07-2014  | Río de Janeiro     | Alemania       | 1:0         | Argentina            | Copa Mundial 2014  | 0  |
| 44    | 11-10-2014  | Pekín              | Argentina      | 0:2         | Brasil               | Amistoso           | 0  |
| 45    | 14-10-2014  | Hong Kong          | Hong Kong      | 0:7         | Argentina            | Amistoso           | 2  |
| 46    | 18-11-2014  | Mánchester         | Portugal       | 1:0         | Argentina            | Amistoso           | 0  |
| 47    | 28-03-2015  | Landover           | El Salvador    | 0:2         | Argentina            | Amistoso           | 0  |
| 48    | 06-06-2015  | San Juan           | Argentina      | 5:0         | Bolivia              | Amistoso           | 0  |
| 49    | 13-06-2015  | La Serena          | Argentina      | 2:1         | Paraguay             | Copa América 2015  | 0  |
| 50    | 20-06-2015  | Viña del Mar       | Argentina      | 1:0         | Jamaica              | Copa América 2015  | 1  |
| 51    | 30-06-2015  | Concepción         | Argentina      | 6:1         | Paraguay             | Copa América 2015  | 1  |
| 52    | 04-07-2015  | Santiago de Chile  | Chile          | (4) 0:0 (1) | Argentina            | Copa América 2015  | 0  |
| 53    | 13-11-2015  | Buenos Aires       | Argentina      | 1:1         | Brasil               | Eliminatorias 2018 | 0  |
| 54    | 17-11-2015  | Barranquilla       | Colombia       | 0:1         | Argentina            | Eliminatorias 2018 | 0  |
| 55    | 24-03-2016  | Santiago de Chile  | Chile          | 1:2         | Argentina            | Eliminatorias 2018 | 0  |
| 56    | 29-03-2016  | Córdoba            | Argentina      | 2:0         | Bolivia              | Eliminatorias 2018 | 0  |
| 57    | 27-05-2016  | San Juan           | Argentina      | 1:0         | Honduras             | Amistoso           | 1  |
| 58    | 07-06-2016  | Santa Clara        | Argentina      | 2:1         | Chile                | Copa América 2016  | 0  |
| 59    | 10-06-2016  | Chicago            | Argentina      | 5:0         | Panamá               | Copa América 2016  | 0  |
| 60    | 14-06-2016  | Seattle            | Argentina      | 3:0         | Bolivia              | Copa América 2016  | 0  |
| 61    | 18-06-2016  | Foxborough         | Argentina      | 4:1         | Venezuela            | Copa América 2016  | 2  |
| 62    | 21-06-2016  | Houston            | Estados Unidos | 0:4         | Argentina            | Copa América 2016  | 2  |
| 63    | 26-06-2016  | Nueva Jersey       | Argentina      | (2) 0:0 (4) | Chile                | Copa América 2016  | 0  |
| 64    | 06-10-2016  | Lima               | Perú           | 2:2         | Argentina            | Eliminatorias 2018 | 1  |
| 65    | 11-10-2016  | Córdoba            | Argentina      | 0:1         | Paraguay             | Eliminatorias 2018 | 0  |
| 66    | 10-11-2016  | Belo Horizonte     | Brasil         | 3:0         | Argentina            | Eliminatorias 2018 | 0  |
| 67    | 15-11-2016  | San Juan           | Argentina      | 3:0         | Colombia             | Eliminatorias 2018 | 0  |
| 68    | 23-03-2017  | Buenos Aires       | Argentina      | 1:0         | Chile                | Eliminatorias 2018 | 0  |
| 69    | 09-06-2017  | Melbourne          | Brasil         | 0:1         | Argentina            | Amistoso           | 0  |
| 70    | 23-03-2018  | Mánchester         | Italia         | 0:2         | Argentina            | Amistoso           | 0  |
| 71    | 27-03-2018  | Madrid             | España         | 6:1         | Argentina            | Amistoso           | 0  |
| 72    | 29-05-2018  | Buenos Aires       | Argentina      | 4:0         | Haití                | Amistoso           | 0  |
| 73    | 16-06-2018  | Moscú              | Argentina      | 1:1         | Islandia             | Copa Mundial 2018  | 0  |
| 74    | 21-06-2018  | Nizhni Nóvgorod    | Argentina      | 0:3         | Croacia              | Copa Mundial 2018  | 0  |
| 75    | 26-06-2018  | San Petersburgo    | Nigeria        | 1:2         | Argentina            | Copa Mundial 2018  | 0  |
| Total | Total       |                    | Presencias     | 75          |                      | Goles              | 31 |

### Resumen estadístico
| Competición            | Partidos | Goles | Promedio |
| ---------------------- | -------- | ----- | -------- |
| Liga                   | 531      | 279   | 0,53     |
| Copas nacionales       | 59       | 17    | 0,29     |
| Copas internacionales  | 120      | 39    | 0,32     |
| Selección de Argentina | 75       | 31    | 0,41     |
| Total carrera          | 785      | 366   | 0,47     |

## Palmarés

### Campeonatos nacionales
| Título              | Club              | País   | Año     |
| ------------------- | ----------------- | ------ | ------- |
| Liga de España      | Real Madrid C. F. | España | 2006-07 |
| Supercopa de España | Real Madrid C. F. | España | 2008    |
| Liga de España      | Real Madrid C. F. | España | 2007-08 |
| Copa del Rey        | Real Madrid C. F. | España | 2010-11 |
| Liga de España      | Real Madrid C. F. | España | 2011-12 |
| Supercopa de España | Real Madrid C. F. | España | 2012    |
| Copa Italia         | S. S. C. Napoli   | Italia | 2013-14 |
| Supercopa de Italia | S. S. C. Napoli   | Italia | 2014    |
| Copa Italia         | Juventus F. C.    | Italia | 2016-17 |
| Serie A             | Juventus F. C.    | Italia | 2016-17 |
| Copa Italia         | Juventus F. C.    | Italia | 2017-18 |
| Serie A             | Juventus F. C.    | Italia | 2017-18 |
| Serie A             | Juventus F. C.    | Italia | 2019-20 |

### Campeonatos internacionales
| Título                 | Club          | País       | Año     |
| ---------------------- | ------------- | ---------- | ------- |
| Liga Europa de la UEFA | Chelsea F. C. | Inglaterra | 2018-19 |

### Distinciones individuales
| Distinción                                    | Año  |
| --------------------------------------------- | ---- |
| Parte del Equipo ideal de América.            | 2006 |
| Premio Clarín Deporte a la Revelación de Oro. | 2006 |
| Premio MVP en la Copa Mundial.                | 2014 |
| Supercannoniere de Italia.                    | 2014 |
| Parte del Equipo del año en la Serie A.       | 2014 |
| Supercannoniere de Italia.                    | 2016 |
| Parte del Equipo del año en la Serie A.       | 2016 |
| Parte del Equipo del año en la Serie A.       | 2017 |
| Premio Konex - Fútbol en el Exterior.         | 2020 |

## Vida privada
Gonzalo Higuaín nació en la ciudad de Brest (Francia) el 10 de diciembre de 1987 debido a que a su padre, el entonces futbolista Jorge Higuaín, le surgió la posibilidad de ir a jugar al Stade Brestois 29 y su madre, Nancy Zacarías, se encontraba embarazada de él, por lo que estuvo varios años como apátrida (sin nacionalidad), dado que Francia otorga nacionalidad a hijos de franceses, y Argentina a los nacidos en su territorio, sumado a un error de su padre, por ignorancia, de no haberlo anotado en la embajada argentina en París, y a los diez meses de vida, cuando ingresó al país de origen de sus progenitores, tampoco hicieron el trámite en el registro civil argentino.
Tiene tres hermanos: Nicolás, Federico (quien también es futbolista), y Lautaro Higuaín. Se crio y vivió su infancia en el barrio de Belgrano.
El 21 de mayo de 2018 su pareja, la diseñadora Lara Weschler, dio a luz a la primera hija de ambos, una niña llamada Alma, en la ciudad italiana de Turín.